# Scipione Dentice
Scipione Dentice (Napoli, 29 gennaio 1560 – Napoli, 21 aprile 1633) è stato un compositore italiano.
Egli non va confuso con il contemporaneo Scipione Stella, membro del circolo di Carlo Gesualdo e nemmeno con suo nonno Luigi Dentice, teorico musicale e suo zio Fabrizio Dentice, liutista.

## Biografia
Poco si conosce sulla vita di questo compositore di musica per strumenti a tastiera, vissuto a cavallo fra la fine del XVI secolo e l'inizio del XVII. I due Scipione si conoscevano in quanto entrambi frequentatori del circolo del Gesualdo. Il compositore spagnolo Sebastián Raval scrisse che Scipione Dentice e Scipione Stella erano presenti, con Luca Marenzio, a palazzo Peretti a Roma quando egli vi tenne un concerto.